# Monroe (contea di Bedford)
Monroe  è una township degli Stati Uniti d'America, nella contea di Bedford nello Stato della Pennsylvania. Secondo il censimento del 2000 la popolazione è di 1.372 abitanti.

## Società

### Evoluzione demografica
La composizione etnica vede una maggioranza della razza bianca (97,81%) seguita da quella dei nativi americani (0,36%), dati del 2000.
| township di Monroe Popolazione |       |
| 2000                           | 1.372 |
| Stima al 2009                  | 1.308 |